# Oftringen
Oftringen là một đô thị ở huyện Zofingen, bang Aargau, Thụy Sĩ.